# تلشیای
تلشیای (به آلمانی: Telsche, Telschi) در لیتوانی با جمعیت ۲۹٬۷۶۴ نفر است که در Telšiai district municipality واقع شده‌است.